# Ametralladora M73
La M73 y la M219 eran ametralladoras de 7,62 mm diseñadas como armas coaxiales para tanques. Fueron empleadas a bordo de los tanques M48 Patton y M60 Patton (inclusive en el M728) y a bordo del tanque ligero aerotransportado M551 Sheridan.  

## Diseño y desarrollo
Diseñada desde el inicio como una ametralladora coaxial por el Arsenal de Rock Island y producida por la General Electric, la M73 fue desarrollada como un reemplazo para las ametralladoras M1919A4E1, M1919A5 y M37 que seguían en servicio durante la posguerra de la Segunda Guerra Mundial.
La Ametralladora M73 7,62 mm fue oficialmente adoptada en 1959. Era accionada por retroceso y enfriada por aire, pero también empleaba parte de los gases para asistir el retroceso. A pesar de ser diseñada como una alternativa simplificada a las ametralladoras M1919, pesaba casi lo mismo que estas. Estaba equipada con un cañón de cambio rápido, una cadena de carga y podía ser alimentada tanto desde el lado izquierdo como desde el lado derecho (aunque era más usual desde el lado izquierdo).
Un intento por hacer que la M73 sea útil como ametralladora ligera fue la instalación de mecanismos de puntería y un pistolete con gatillo en la Ametralladora M73C 7,62 mm. Igualmente poco popular, se produjeron muy pocas ametralladoras de este modelo. Algunas fuentes afirman que fue empleada de forma limitada en Vietnam.
La M73 padecía de numerosos fallos y era proclive a atascarse. En 1970 se desarrolló la mejorada M73E1, con un sistema de eyección simplificado y que recibió la designación Ametralladora M73A1 7,62 mm. En 1972 se decidió que esta ametralladora era lo suficientemente distinta de su predecesora, por lo que fue redesignada como Ametralladora M219 7,62 mm. Todas estas ametralladoras fueron finalmente reemplazadas por la M60E2 y la M240, y los vehículos en servicio que todavía empleaban ametralladoras de la serie M73 fueron reequipados con estas armas.

## Variantes

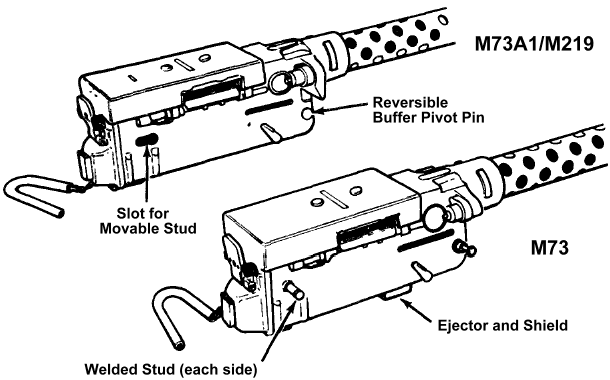
Dibujo que muestra las diferencias entre la M73 y la M73A1/M219.

### M73
- Adoptada en 1959.

### M73C
- Variante flexible de infantería, con mecanismos de puntería y un pistolete. Fue un concepto de desarrollo. Nunca entró en servicio.
- Empleaba un trípode especial, el XM132. Era un trípode estándar M2 para la Browning M1919A4 de 7,62 mm, con un adaptador para montar la M73C.[1]

### M73A1/M219
- Desarrollada en 1970 como una versión mejorada, con un mecanismo de eyección simplificado en un intento por reducir sus crónicos atascos.
- En 1972 fue redesignada como M219.